# Folsom Prison Blues
| Оценки критиков | Оценки критиков |
| Источник        | Оценка          |
| --------------- | --------------- |
| AllMusic        | положительн.    |

«Folsom Prison Blues» — песня американского певца Джонни Кэша. Он написал её и выпустил как сингл в 1955 или 1956 году.
В 2004 году журнал Rolling Stone поместил песню «Folsom Prison Blues» в исполнении Джонни Кэша на 164 место своего списка «500 величайших песен всех времён». В списке 2011 года песня находится на 163 месте. В 2024 году Rolling Stone поместил песню на 54-е место в своем рейтинге 200 величайших кантри-песен всех времен.
Кроме того, песня входит в список 500 Songs That Shaped Rock and Roll по версии Зала славы рок-н-ролла.
В 2001 году сингл Джонни Кэша с этой песней (1956 год) был принят в Зал славы премии «Грэмми».
Также песня, в частности, вошла (опять же в оригинальном исполнении Джонни Кэша) в составленный журналом «Тайм» в 2011 году список All-TIME 100 Songs (100 лучших песен с момента основания журнала «Тайм»).

## Чарты
| Чарт (1968)                         | Наив. поз. |
| ----------------------------------- | ---------- |
| США (Billboard Hot Country Singles) | 1          |
| США (Billboard Hot 100)             | 32         |
| Канада (RPM Country Tracks)         | 1          |
| Канада (RPM Top Singles)            | 17         |